# Luna Fokke

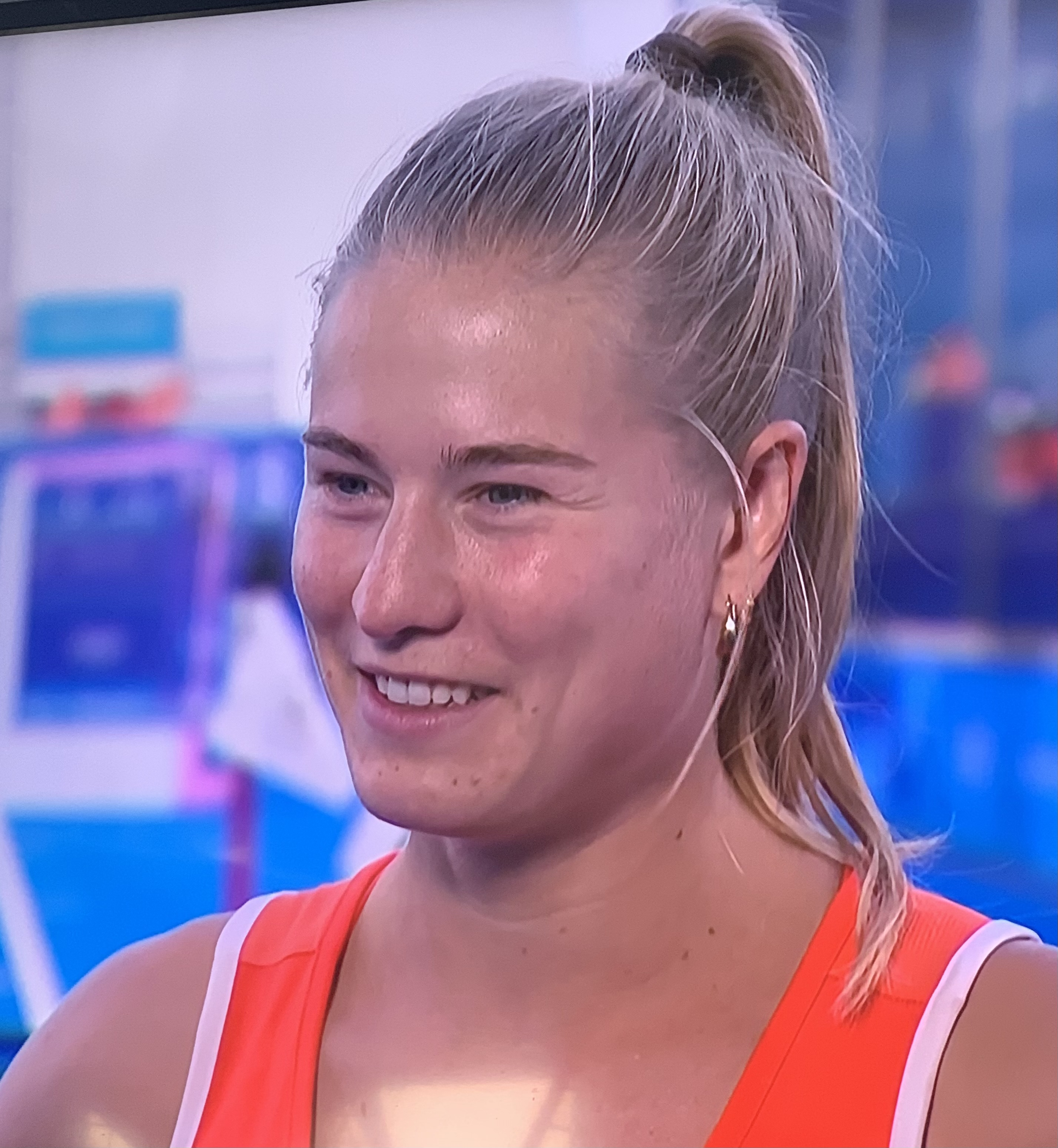
Luna Fokke (2024)

Luna Fokke (* 9. März 2001 in Den Haag) ist eine niederländische Hockeyspielerin. 2024 wurde sie Olympiasiegerin und 2023 Europameisterin.

## Sportliche Karriere
Luna Fokke spielt beim SV Kampong.
Die Mittelfeldspielerin gehörte 2022 zum Team, das die U22-Weltmeisterschaft gewann. Sie erzielte in sechs Spielen elf Tore. Drei Monate später belegten die Niederländerinnen den dritten Platz bei der U21-Europameisterschaft. Fokke gelangen in den fünf Spielen zwei Tore.
Im Juni 2022 debütierte Fokke in der Nationalmannschaft. Sie bestritt 44 Länderspiele, in denen sie 9 Tore erzielte.(Stand 9. August 2024)
2023 gewannen die Niederländerinnen bei der Europameisterschaft in Mönchengladbach alle fünf Spiele. Nach einem 7:0-Halbfinalsieg gegen die Engländerinnen bezwang die Mannschaft im Finale die Belgierinnen mit 3:1. Fokke wirkte in allen fünf Spielen mit. Im August 2024 bei den Olympischen Spielen in Paris besiegten die Niederländerinnen im Viertelfinale die Britinnen mit 3:1. Nach einem 3:0-Sieg im Halbfinale gegen die Argentinierinnen gewannen die Niederländerinnen im Endspiel gegen die Chinesinnen im Shootout, nachdem es am Ende der regulären Spielzeit 1:1 gestanden hatte. Luna Fokke war in allen acht Spielen dabei, sie erzielte im Viertelfinale zwei Tore und im Halbfinale ein Tor.